# Stokholm (Dordrecht)
Stokholm is een rijksmonument van zes etages, dat in 1730 is gebouwd als suikerraffinaderij. Het pand ligt aan de Wolwevershaven (nr. 30). Na 1800 werd het een graan- en zadenpakhuis. In 1962-1963 is het pand gerestaureerd. Het rijksmonument functioneert nu als kantoorruimte.

## Beschrijving
Het gebouw is zes verdiepingen hoog, waarbij de drie bovenste verdiepingen zolder zijn. De breedte bestaat uit zes vensters. De voorzijde kenmerkt zich door een halsgevel. De kozijnen hebben de originele indeling, waarbij de middelste twee rode luiken hebben. Aan achterzijde heeft het gebouw twee puntgevels, die oprijzen uit het water. 

## Geschiedenis
Johan Anthony Bruyn bouwde Stokholm in 1730. De bouwer ontleende de naam aan zijn geboorteplaats Stockholm. Hij vestigde er een suikerraffineerderij in.  In de loop van tijd kreeg de raffinaderij verschillende eigenaren. 
In 1777 werd het pand weer verkocht en verloor het definitief de functie van suikerraffinaderij. Dordrecht was in de 18e eeuw een van de belangrijkste suikersteden van de Noordelijke Nederlanden (na (Amsterdam en Rotterdam). In het midden van de 18e eeuw had Dordrecht dertien raffinaderijen, waarvan Stokholm er één was. 
Er waren daarom ook Dordtenaren verbonden met suikerplantages en slavenhandel op West-Indië. Het pand lag zeer gunstig, omdat aan de voorzijde de Wolhevershaven lag, en aan de achterzijde de rivier de Oude Maas stroomde. Er werd een entrepot in gevestigd. Vanaf 1800 kreeg het pand een pakhuisfunctie. De gevel van het pand maakt dit nog steeds zichtbaar. 
Na de restauratie werd het jaartal : MDCCXXX (in de halsgevel boven de zesde etage) en de naam Stokholm (boven de eerste etage) goed zichtbaar gemaakt. Op elke etage zijn aan de middelste twee ramen rode luiken aangebracht.

## Andere gebouwen
In Dordrecht herinneren meerdere panden aan raffinaderijen, zoals: 
- ‘De Suikerfabriek/Zeelust’, nu 'De Suikerfabriek 1733' genaamd, Binnen Walevest 98/Hoge Nieuwstraat 117 t/m 119 (1733-1850)
- “De Speykermandt’, Kuipershaven141 (1749-ca. 1810)
- ‘Het Suikervat’, Korte Kalkhaven 3 (1735-1829)
- ‘Het West-Indisch Huis’, Wijnstraat 87 (1735-midden 19e eeuw)

Het uiterlijk en de gebruiksfunctie van deze panden zijn sterk veranderd. Ze zijn niet vrij toegankelijk.

## Verder lezen
- Stokholm op rijksmonumenten.nl
- Stokholm op dordtenazoeker.nl
- A. Balm-Bok; Pakhuis Stokholm, suikerraffinaderij op de Wolwevershaven; Dordtse Bestseller  (uitgave in eigen beheer).
- K. Sigmond, S. de Meer (red); Een Zoete Belofte (Suikernijverheid in Dordrecht 17e-19e eeuw); Historische Vereniging Oud-Dordrecht; 2013, ISBN 978-90-812135-7-8.